# Audrey Koumba
Audrey Koumba (Libreville, 8 d'abril de 1989) és una esportista gabonesa que va competir en judo, guanyadora d'una medalla en els Jocs Panafricans de 2007, i quatre medalles en el Campionat Africà de Judo entre els anys 2010 i 2013.

## Palmarès internacional
| Jocs Panafricans | Jocs Panafricans   | Jocs Panafricans | Jocs Panafricans |
| Any              | Lloc               | Medalla          | Categoria        |
| ---------------- | ------------------ | ---------------- | ---------------- |
| 2007             | Alger ( Algèria)   | 3                | –63 kg           |
| Campionat Africà |                    |                  |                  |
| Any              | Lloc               | Medalla          | Categoria        |
| 2010             | Yaoundé ( Camerun) | 3                | –78 kg           |
| 2011             | Dakar ( Senegal)   | 3                | –78 kg           |
| 2012             | Agadir ( Marroc)   | 2                | –78 kg           |
| 2013             | Maputo ( Moçambic) | 2                | –78 kg           |